# Biloela
Biloela – miasto w Australii, w stanie Queensland.